# Renata Langosz
Renata Langosz, z domu Wrona (ur. 5 marca 1967 w Krynicy) – polska koszykarka grająca na pozycji niskiej skrzydłowej, reprezentantka kraju.
Prywatnie jest żoną Piotra Langosza, byłego koszykarza, reprezentanta Polski, multimedalisty mistrzostw kraju. 

## Osiągnięcia

### Drużynowe
- Mistrzyni Polski (1984, 1985)
- Wicemistrzyni Polski (1983)
- Brązowa medalistka mistrzostw Polski (1988–1990)
- Zdobywczyni pucharu Polski (1984)

### Reprezentacja
- Uczestniczka mistrzostw Europy U–18 (1983 – 11. miejsce, 1986 – 4. miejsce)